# Stemma delle Fær Øer
Le prime tracce dello stemma delle Fær Øer sono state ritrovate su delle sedie di epoca medievale (risalenti al XV secolo circa) nel villaggio di Kirkjubøur: raffiguravano un montone (veðrur, in lingua faroese) su di uno scudo. Testimonianze di usi successivi mostrano la figura del montone nei sigilli utilizzati dai løgrættumenn, i membri del løgting, il parlamento faroese.
Lo stemma cadde in disuso con l'abolizione del løgting nel 1816, e non venne più recuperato, né dopo il ripristino del løgting (nel 1852), né durante l'occupazione britannica durante la seconda guerra mondiale, unico periodo della storia moderna nel quale le isole non furono sotto la giurisdizione diretta della Danimarca.
Dopo l'entrata in vigore dell'atto di autogoverno, nel 1948, lo stemma tornò a essere usato, non dal løgting ma dal landsstýri (il governo), in quanto il titolo di løgmaður (anticamente, Capo del parlamento) fu ripristinato, ma con l'accezione capo del governo. Lo stemma seguì lo stesso percorso.
Il 1º aprile 2004, l'Ufficio del primo ministro annunciò che da quel giorno sia il primo ministro che il suo ufficio avrebbero usato una nuova versione dello stemma, che avrebbe ricalcato quella originale trovata sulle sedie di Kirkjubøur. I colori furono ispirati da quelli della bandiera, con l'aggiunta del color oro. Il nuovo stemma rappresenta un montone (grigio, con corna e zoccoli dorati e lingua rossa) pronto a caricare, su uno scudo blu. Può essere usato dai gabinetti dei ministeri e dai rappresentanti ufficiali faroesi, nonostante alcuni usino ancora il vecchio stemma.